# Ghosted
Ghosted è una serie televisiva statunitense creata da Tom Gormican per il network Fox e trasmessa dal 1º ottobre 2017.
Il 29 novembre 2017, Fox ordina altri 6 episodi portando la prima stagione a 16 episodi. Il 28 giugno 2018, la serie viene cancellata dopo una stagione, lasciando sospesi gli ultimi 3 episodi. Gli ultimi tre episodi sono stati trasmessi dall'8 al 22 luglio 2018.
In Italia la serie è stata trasmessa in due parti; la prima dal 19 novembre 2017 all'11 febbraio 2018 su Fox Comedy, mentre la seconda è stata trasmessa dal 27 settembre all'11 ottobre 2018 su Fox.

## Trama
La serie segue le vicende di uno scettico e un genio dei fenomeni paranormali che vengono assunti da un'organizzazione chiamata The Bureau Underground per indagare su una serie di attività "inspiegabili" che si verificano nella zona di Los Angeles, esse sono presumibilmente legate a un un'entità misteriosa che potrebbe minacciare l'esistenza della specie umana.

## Episodi
| Stagione       | Episodi | Prima TV USA | Prima TV Italia |
| -------------- | ------- | ------------ | --------------- |
| Prima stagione | 16      | 2017-2018    | 2017-2018       |

## Personaggi e interpreti
- Leroy Wright, interpretato da Craig Robinson, doppiato da Franco Mannella.
- Max Jennifer, interpretato da Adam Scott, doppiato da Roberto Gammino.
- Barry Shaw, interpretato da Adeel Akhtar, doppiato da Alberto Bognanni.
- Captain Ava Lafrey, interpretata da Ally Walker, doppiata da Alessandra Korompay.
- Annie Carver, interpretata da Amber Stevens West, doppiata da Francesca Manicone.

## Produzione
L'episodio pilota è stato ordinato il 10 maggio 2017.

### Casting
Il 30 agosto 2016, Craig Robinson e Adam Scott si unirono al cast nei ruoli di Leroy Wright e Max Allison. Il 14 febbraio 2017, Edi Patterson, entrò nel cast nel ruolo di Delilah. Il 1º marzo 2017, Ally Walker entra nel cast. Il 9 marzo 2017, Adeel Akhtar si unì al cast nel ruolo di Barry. Il 12 luglio, entra nel cast anche Amber Stevens West nel ruolo di Annie.